# Hegyi Béla (zeneszerző)
Hegyi Béla (Pápa, 1858. – Budapest, Erzsébetváros, 1922. április 19.) zeneszerző, zenetanár.

## Élete
Hegyi Miksa (1825–1905) magánzó és Kálmán Rozália fia. A Zeneakadémián Nikolits Sándor és Ábrányi Kornél növendéke volt. 
Első operettjeit Bátor Szidorral írta: Uff király (1885), Titkos csók (1886), A milliomosnő (bemutató: 1886. december 27., Népszínház). Először egyfelvonásos operájával keltett figyelmet, melyet 1893-ban mutattak be az Esterházy Miklós gróf által építtetett tatai színházban.

## Művei
- Zenekari művek (Sinfonietta, szvit)
- Kamaraművek
- Opera
  - A falu csúfja (1 felvonásban, szövegét írta: Lenkei Henrik. Bemutató: 1893. március 27. Tatai Várszínház)
- Operettek
  - Uff király (operett 3 felvonásban, Bátor Szidorral. Bemutató: 1885., Népszínház)
  - Egy titkos csók (operett 3 felvonásban. Bátor Szidorral. Szövegét írta Lukácsy Sándor. Bemutató: 1886., Népszínház)
  - A milliomosnő (operett 1 felvonásban. Bátor Szidorral. Szövegét írta Rajna Ferenc. Bemutató: 1887., Népszínház)
  - Pepita (operett 3 felvonásban. Bemutató: 1890., Népszínház)
  - A liliputi hercegnő (operett 3 felvonásban. Szövegét írta Márkus József. Bemutató: 1899. március 25., Népszínház)
  - Boris király (operett 3 felvonásban. Szövegét írta Szőllősi Zsigmond. Bemutató: 1904. március 18. Király Színház)

- Dalok